# Phrase simple en roumain
Le contenu de cet article se limite à la partie de la syntaxe du roumain s'occupant de la phrase simple. Il traite des spécificités des types de phrases, des fonctions syntaxiques et de l'ordre des mots en roumain, par rapport aux caractéristiques de la phrase simple française.

## Caractéristiques des divers types de phrases simples
La phrase déclarative se caractérise par une intonation descendante si elle commence par le verbe (Vine deseară « Il/Elle vient ce soir »), et d'abord ascendante, puis descendante, si elle commence par un terme ayant une autre fonction syntaxique : Petre vine deseară « Petre vient ce soir ». Son verbe peut être à plusieurs modes :
- l'indicatif pour exprimer un fait réel – les exemples ci-dessus ;
- le conditionnel :
  - pour exprimer un souhait : Aș bea o bere « Je prendrais bien une bière ».
  - pour exprimer la possibilité de réalisation d'une action ou d'un état, réalisables dans le présent ou dans le futur (N-aș face așa ceva « Je ne ferais pas ça »), iréelles dans le passé : Mai bine aș fi plecat « J'aurais mieux fait de partir » ;
- le présomptif pour le doute, l'hésitation, l'incertitude ou la supposition : O fi sosit deja « Il/Elle sera déjà arrivé(e) ».
- le subjonctif pour exprimer les mêmes nuances : Să fi fost ora 10 « Il pouvait bien être 10 heures ».

La phrase interrogative totale, celle qui attend une confirmation ou une infirmation, ne se distingue de la proposition déclarative que par son intonation ascendante, à la différence du français, où elle comporte trois variantes : Petre vine deseară? « Petre vient ce soir ? / Est-ce que Petre vient ce soir ? / Petre vient-il ce soir ? ». La phrase interrogative partielle est marquée, comme en français, par un mot interrogatif, toujours placé en premier en roumain, mais elle non plus n'a qu'une seule variante : Cui îi dai cartea? « À qui tu donnes / À qui est-ce que tu donnes / À qui donnes-tu le livre ? / Tu donnes le livre à qui ? » À la rigueur, toute interrogation peut être renforcée par l'adverbe interrogatif oare qu'on peut équivaloir à « est-ce que » ou à « je me demande si » : Oare Petre vine deseară? « Je me demande si Petre vient ce soir » ; Oare cui i-am dat cartea? « À qui est-ce que j'ai bien pu donner le livre ? » Le mode du verbe de ce type de phrase peut être :
- l'indicatif : Când pleci? « Quand pars-tu ? » ;
- le conditionnel, pour poser une question concernant un souhait (Ai veni cu mine? « Est-ce que tu viendrais avec moi ? ») ou une possibilité : Ți-ai fi închipuit așa ceva? « Aurais-tu imaginé une chose pareille ? »
- le subjonctif, pour poser une question concernant une possibilité : Cum să călătoresc? « Comment devrais-je voyager ? » (litt. « Comment que je voyage ? ») ou pour exprimer le doute, l'hésitation, l'incertitude ou la supposition : Ce defect să aibă? « Quel défaut pourrait-il/elle bien avoir ? »
- le présomptif, pour exprimer le doute, l'hésitation, l'incertitude ou la supposition : O fi găsit casa? « Aura-t-il/elle trouvé la maison ? »

Le verbe de la phrase impérative est principalement :
- à l'impératif : Pleacă de aici! « Va-t'en d'ici ! » ou
- au subjonctif : Să pleci de aici! (litt. « Que tu t'en ailles d'ici ! »), mais peut aussi être, plus rarement, à d'autres modes :
- à l'indicatif futur : Ai să pleci de aici! « Tu t'en iras d'ici ! » ;
- à l'infinitif : A se agita înainte de întrebuințare « Agiter avant emploi » :
- à la forme appelé « supin »[2] : De evitat drumurile de țară « Éviter les chemins de campagne ».

La phrase exclamative roumaine ne présente aucune particularité par rapport à celle du français.
Dans la phrase négative, le verbe est nié au moins par le mot négatif nu : Nu cred « Je ne crois pas » ; Încă nu am mâncat « Je n'ai pas encore mangé ». Sa variante phonétique est n-, utilisée dans la parole rapide devant les mots commençant par une voyelle : Încă n-am mâncat. Nu peut être secondé par un ou deux autres mots négatifs, tels un pronom ou un adjectif indéfini négatif : Nu invit pe nimeni « Je n'invite personne » ; Nu invit pe nimeni niciodată « Je n'invite jamais personne ».

## Particularités des fonctions syntaxiques
L'expression des fonctions syntaxiques en roumain présente des ressemblances avec celle du français, mais il y a aussi des différences.

### Le sujet
Comme en français, le sujet peut être exprimé par un nom (Tata muncește « Papa travaille »), par divers pronoms (El muncește « Il travaille », Acela muncește « Celui-là travaille »), par un numéral (Al doilea muncește « Le deuxième travaille »), ou par un verbe à l'infinitif (A munci e obligatoriu « Travailler est obligatoire »). À la différence du français, le sujet peut également être exprimé par la seule désinence du verbe : Muncește « Il/Elle travaille ».
Quand c'est un nom ou un pronom qui exprime le sujet, il est presque toujours au nominatif, mais il y a des exceptions :
- Le pronom relatif qui est au cas grammatical demandé par le verbe de la proposition principale dont il est le complément, peut être en même temps le sujet de la proposition relative subordonnée à cette principale : Dau cartea cui (datif) vrea s-o citească « Je donne le livre à qui veut le lire ».
- Il y a des sujets exprimant une quantité, précédés d'une préposition. Leur cas est l'accusatif : Au venit peste o sută « Plus d'une centaine sont venus ».
- Lorsqu'il y a deux sujets coordonnés, le deuxième peut être à l'accusatif : Ne-am dus acolo ea și cu mine « C'est elle et moi qui y sommes allés ».

### Le prédicat
L'une des particularités du roumain est que le prédicat peut être exprimé non seulement par un verbe, mais aussi par certaines interjections exprimant une action : Haide odată! « Allez, viens ! » (dit avec irritation), Na și ție! « Tiens toi aussi ! » (en accompagnement au geste de remettre quelque chose).

### L'attribut exprimant le possesseur
Ce genre d'attribut s'exprime en roumain par un nom ou un pronom au cas génitif, précédé de l'article al/a/ai/ale, appelé « possessif » ou « génitival », accordé en genre et en nombre avec l'objet possédé. Exemples : Camionul este al întreprinderii « Le camion est à l'entreprise » ; Mașina este a unei colege « La voiture est à une collègue » ; Câinii aceștia sunt ai lui « Ces chiens sont à lui » ; Bibliotecile sunt ale tuturor « Les bibliothèques sont à tous ».

### L'épithète
L'épithète s'accorde non seulement en genre et en nombre, mais aussi en cas avec le nom auquel elle est subordonnée : un bărbat frumos, « un bel homme », bărbați frumoși « de beaux hommes », al femeii frumoase « de la belle femme ».

### Le complément d'objet direct
Comme en français, le complément d'objet direct peut être exprimé par un nom (Văd trenul « Je vois le train »), un pronom (Îl văd « Je le vois ») ou un numéral (Văd două « J'en vois deux »), mais aussi par un verbe au gerunziu (Am auzit vorbindu-se despre asta « J'en ai entendu parler ») ou au participe avec la préposition de (N-am terminat de citit cartea « Je n'ai pas fini de lire le livre »). Il peut aussi être exprimé par un infinitif, mais beaucoup plus rarement qu'en français, en roumain standard seulement avec le verbe a putea « pouvoir » : Pot urca « Je peux monter ». Cette construction est le synonyme syntaxique de a putea + proposition subordonnée COD : Pot să urc.
Le COD est parfois à utiliser avec la préposition pe, d'autres fois sans préposition. Par exemple :
- On emploie avec pe les noms propres de personnes et d'animaux : Am văzut-o pe Maria « J'ai vu Marie », Îl fluier pe Lăbuș « J'appelle Lăbuș (nom de chien) (en sifflant) ». Il en est de même pour les noms communs de personnes s'ils sont définis : L-am văzut pe băiat « J'ai vu le garçon »[4], mais Am văzut un băiat « J'ai vu un garçon », sans pe. On utilise également pe pour les pronoms (sauf certains pronoms indéfinis), même s'ils se réfèrent à un inanimé : Chemați-l pe el « Appelez-le, lui » ; Îl vreau pe acela « Je veux celui-là » ; Ți-l dau pe al meu « Je te donne le mien » ; Pe care îl vrei? « Lequel veux-tu ? » ; Le vreau pe toate « Je les veux toutes ».

- Pe est proscrit avec les noms communs ou propres d'inanimés munis d'article défini ou indéfini : Citesc ziarul « Je lis le journal », Au trecut Mureșul « Ils/Elles ont franchi le Mureș ».

Il est plus fréquent en roumain qu'en français d'exprimer deux fois un même COD : d'une part par un nom, un pronom démonstratif, un pronom possessif, un pronom interrogatif ou un pronom indéfini, d'autre part par un pronom personnel atone s'y référant. Celui-ci anticipe ou reprend le COD proprement-dit.
- Il est obligatoire de reprendre le COD lorsqu'il est mis en relief par son placement en tête de phrase, dans les cas suivants :
  - Le COD est muni de l'article défini : Cartea am citit-o « Le livre, je l'ai lu ».
  - Dans la plupart des cas où le COD est précédé de la préposition pe : Pe tine te aștept « C'est toi que j'attends ».
  - Le COD est déterminé par un adjectif possessif, un adjectif démonstratif, l'adjectif indéfini fiecare « chaque », un mot pourvu de l'article possessif al/a/ai/ale, un numéral ordinal, un numéral cardinal avec article démonstratif, un adjectif qualificatif au superlatif relatif : Aceeași întrebare mi-am pus-o și eu « La même question, je me la suis posée moi aussi », Cele două caiete le-am pierdut « Les deux cahiers, je les ai perdus ».

- La reprise est à éviter dans le cas de la plupart des COD sans pe (indéfinis) : Mere n-am mâncat « Des pommes, je n'en ai pas mangé ».

- La reprise est possible, sans être obligatoire :
  - dans le cas du COD avec un article indéfini : O excepție (o) constituie subiectul « Une exception est constituée par le sujet ».
  - dans le cas du pronom démonstratif à valeur neutre : Asta să nu (o) crezi! « Ça, ne le crois pas ! ».

- L'anticipation est obligatoire lorsque le COD suit le verbe, étant exprimé par un pronom personnel, possessif ou démonstratif (sauf celui à valeur neutre) précédé de pe : Mă așteaptă pe mine « C'est moi qu'il/elle attend », O aleg pe asta « C'est celle-ci que je choisis », L-am luat pe al tău « C'est le tien que j'ai pris ».

- L'anticipation est à éviter dans le cas du COD sans pe : Citesc cartea « Je lis le livre », Citesc o carte « Je lis un livre », Citesc cărți interesante « Je lis des livres intéressants ». Bien que muni de la préposition pe, le COD exprimé par les pronoms oricine « n'importe qui », altcineva « quelqu'un d'autre », cineva « quelqu'un, nimeni « personne » n'est pas non plus anticipé : Primesc pe oricine « Je reçois n'importe qui », Nu primesc pe nimeni « Je ne reçois personne ».

### Le complément d'objet indirect
Le complément d'objet indirect prépositionnel exprimé par un nom, un pronom tonique ou un numéral est le plus souvent à l'accusatif : Vorbește-mi despre Paul « Parle-moi de Paul » ; Mă gândesc la tine « Je pense à toi » ; Am vorbit cu trei dintre ei « J'ai parlé à trois d'entre eux ». Ce type de COI peut aussi être à d'autres cas, régis par leurs prépositions : au génitif (S-au revoltat contra/împotriva dictaturii « Ils se sont révoltés contre la dictature ») ou au datif (Am reușit datorită/grație/mulțumită mamei « J'ai réussi grâce à ma mère »).
Le correspondant roumain du COI d'attribution français avec la préposition « à » est le nom ou le pronom au datif sans préposition. Dans son cas aussi il y a reprise ou anticipation par un pronom personnel atone. Sont à mentionner les cas de figure suivants :
- Il faut presque toujours reprendre le COI d'attribution placé devant le verbe : Fratelui meu i s-a dat o șansă « À mon frère, on lui a donné une chance ».
- Le COI d'attribution qui suit le verbe est anticipé s'il est un pronom personnel ou démonstratif : Îți dau asta ție « C'est à toi que je donne ça ».
- On n'anticipe pas le COI d'attribution si c'est un nom d'inanimé : A donat muzeului colecția sa « Il/Elle a fait don de sa collection au musée ».

### Le complément d'agent
Le complément d'agent roumain est toujours muni de la préposition de, qui peut être substituée, dans le registre de langue soutenu, par la locution prépositionnelle de către : Clădirea a fost construită de (către) o firmă cunoscută « Le bâtiment a été construit par une société connue ».

### Les compléments circonstanciels

#### CC exprimés par un nom ou un substitut de nom
Ces compléments circonstanciels comportent une préposition ou une locution prépositionnelle qui régit le plus souvent l'accusatif : Pisica este în casă « Le chat est dans la maison » ; De asta n-o să te îmbolnăvești « Tu ne vas pas tomber malade à cause de ça » ; Lucrează în liniște « Il/Elle travaille en silence » ; Nu lucrez numai cu un ciocan, ci cu două « Je ne travaille pas avec un seul marteau, mais avec deux ».
Il y a aussi des prépositions qui demandent le génitif : Avionul zboară deasupra mării « L'avion vole au-dessus de la mer » ; Am venit înaintea directoarei « Je suis venu(e) avant la directrice » ; Diabetul poate fi prevenit cu ajutorul unui vaccin « Le diabète peut être prévenu à l'aide d'un vaccin » ; Accidentul s-a produs din cauza vitezei excesive « L'accident s'est produit à cause de la vitesse excessive ». Le CC au génitif peut être remplacé par un pronom personnel également au génitif : deasupra ei « au-dessus d'elle », înaintea ei « avant elle », din cauza ei « à cause d'elle ». À la place du pronom personnel on peut utiliser dans ces cas un adjectif possessif au nominatif, comme si la préposition était un nom et le possessif le déterminant de celui-ci : deasupra sa, înaintea sa, din cauza sa. Il s'agit là de synonymie syntaxique. Les CC au génitif de la 1re et de la 2e personnes ne sont exprimés que par des possessifs : în jurul meu « autour de moi », din cauza ta « à cause de toi ».
Avec les locutions în/cu scopul « dans le but de », în vederea « en vue de », on a affaire à un CC de but au génitif équivalent en français à un infinitif : S-au luat măsuri cu scopul/în vederea rezolvării problemei « On a pris des mesures dans le but de/en vue de résoudre le problème ».

#### CC exprimés par un verbe
Comme en français, il y a des CC exprimés par un infinitif : A ieșit înainte de a-și termina treaba « Il/Elle est sorti(e) avant de finir son travail » ; A venit pentru a vorbi cu șeful « Il/Elle est venu(e) pour parler au chef » ; Scrie fără a se uita la tastatură. « Il/Elle écrit sans regarder le clavier. »
Le mode du verbe peut être celui qu'on appelle gerunziu, qui correspond au gérondif français, mais aussi au participe présent français : A intrat spărgând geamul « Il/Elle est entré(e) en cassant la vitre » (gérondif français) ; Sosind la timp, am găsit loc « Arrivant à temps, j'ai trouvé une place » (participe présent français). Le CC de cause peut aussi être exprimé par une construction absolue avec le gerunziu : Plecând ultimul autobuz, m-am întors acasă pe jos « Le dernier bus étant parti, je suis rentré(e) à pied ».

#### Le complément comparatif
Le complément comparatif d'égalité est précédé des adverbes comparatifs ca (și) ou cât (și) « que », et le terme régent des locutions adverbiales tot așa/atât de, la fel de, deopotrivă de, toutes ayant le sens « aussi » : A plătit ca și voi « Il/Elle a payé comme vous » ; E la fel de surprins ca mine « Il est aussi surpris que moi » ; Lucrează tot așa de bine ca tatăl lui « Il travaille aussi bien que son père ».
Le complément comparatif d'inégalité est précédé des adverbes comparatifs decât ou ca « que » : E mai înalt ca tatăl său « Il est plus grand que son père » ; Petrică crește mai repede decât fratele său « Petrică grandit plus vite que son frère ».
Dans la construction du superlatif relatif, le complément est précédé de la préposition dintre « de » : El scrie cel mai puțin corect dintre toți studenții « C'est lui qui écrit le moins correctement de tous les étudiants ».

## L'ordre des mots

### L'ordre des mots dans lessyntagmes

#### Place des déterminants
Les articles définis roumains sont presque toujours enclitiques, c'est-à-dire placés après le nom et soudés à celui-ci : copil « enfant » > copilul « l'enfant », copilului « de/à l'enfant » ; fată « fille » > fata « la fille », fetei « de/à la fille ». La seule exception est celle des noms propres de personnes masculins aux cas génitif et datif, qui sont munis à ces cas de l'article défini : lui Radu « de/à Radu ». Les autres articles sont proclitiques : un copil « un enfant » (article indéfini), al copilului « celui de l'enfant » (article possessif), Mircea cel Bătrân « Mircea l'Ancien » (article démonstratif).
Les adjectifs possessifs suivent presque toujours le nom : rochia mea « ma robe ».
La place des adjectifs démonstratifs est une question de registre de langue. Acesta « ce(t) …-ci », aceasta « cette …-ci », aceștia « ces …-ci » masculin, acestea « ces …-ci » féminin, acela « ce(t) …-là », aceea « cette …-là », aceia « ces …-là » masculin, acelea « ces …-là » féminin, placés après le nom, sont plus fréquents et plus courants, entraînant aussi l'emploi de l'article défini pour le nom : omul acela « cet homme-là ». Leurs variantes acest, această, acești, aceste, acel, acea, acei, acele se placent devant le nom, étant moins fréquentes et plus soutenues : acel om. La place des variantes familières ăsta, asta, ăștia, astea, ăla, aia, ăia, alea est toujours après le nom : omul ăla « cet homme-là ».
Les adjectifs interrogatifs précèdent toujours le nom : Cărui coleg i-ai scris? « À quel collègue as-tu écrit ? ».
Tous les adjectifs indéfinis précèdent le nom. Seul celălalt, cealaltă, ceilalți, celelalte « l'autre, les autres » se place indifféremment devant ou après : patul celălalt ou celălalt pat « l'autre lit », l'antéposition entraînant là aussi l'emploi de l'article défini pour le nom.

#### Place de l'épithète
La place de l'épithète est le plus souvent après le nom qu'il détermine, comme en français. L'antéposition peut avoir plusieurs raisons :
- Elle est demandée par certaines règles grammaticales. Par exemple, dans le cas de certains adjectifs, si le groupe nominal est indéfini, l'épithète est postposée (un scriitor remarcabil « un écrivain remarquable »), mais s'il est défini, l'épithète est antéposée: remarcabilul scriitor « le remarquable écrivain ».
- Parfois, la place de l'épithète marque la différence entre le caractère distinctif de la qualité (Interpreții talentați au fost felicitați « Les interprètes talentueux ont été félicités ») et son caractère global, intrinsèque: Talentații interpreți au fost felicitați « Les talentueux interprètes ont été félicités ».
- L'épithète peut être antéposée pour lui donner plus d'expressivité: o prietenie minunată « une amitié merveilleuse » vs. o minunată prietenie « une merveilleuse amitié ».
- La place de l'épithète peut exprimer des sens différents que l'adjectif peut avoir: Au vizitat muzee diferite « Ils ont visité des musées différents » vs. Au vizitat diferite muzee « Ils ont visité différents musées ».

Au superlatif relatif, la place de l'épithète peut varier sans changer le degré d'importance accordée au terme ni lui conférer une quelconque nuance affective ni changer son sens. Un changement grammatical qui intervient dans ce cas est l'utilisation de l'article défini avec le nom si l'épithète est placée après celui-ci : elevul cel mai bun « l'élève le meilleur » ou cel mai bun elev « le meilleur élève ».
Les équivalents des adjectifs français antéposés sans les raisons mentionnées ci-dessus sont postposés en roumain : Apele mici fac râurile mari (proverbe) litt. « Les petites eaux font les grandes rivières ».

#### Place du complément d'objet direct exprimé par un pronom personnel atone
Le complément d'objet direct exprimé par un nom se place après le verbe (Am văzut copilul « J'ai vu l'enfant », Am văzut fetița « J'ai vu la fillette »), mais celui exprimé par un pronom personnel atone se trouve en général devant le verbe (L-am văzut « Je l'ai vu »). Il est après le verbe à l'impératif affirmatif, comme en français, mais aussi après le gerunziu (văzându-l « en le voyant », văzând-o « en la voyant »). Le pronom de la 3e personne du féminin singulier, o, se place après le verbe au passé composé aussi : Am văzut-o « Je l'ai vue ».

### L'ordre des mots dans la phrase simple
En roumain, l'ordre des mots est relativement libre, c'est-à-dire ni fixe ni totalement libre. En tout cas, il est plus libre qu'en français. L'intention de mettre en relief l'un ou l'autre des termes de la phrase joue un rôle important dans l'ordre des mots. La mise en relief se fait en général par le placement du terme en tête de phrase et/ou par son accentuation plus forte dans la parole.
Dans une phrase composée d'un sujet et d'un verbe seulement, sans mise en relief d'aucun terme, le sujet se place après le verbe : A sosit Petre « Petre est arrivé ». Petre a sosit (ordre sujet–verbe) peut signifier, en fonction de l'intensité de l'accent sur le sujet, « Petre, lui, est arrivé » (à la différence d'autres) ou « C'est Petre qui est arrivé » (et pas un autre).
Dans une phrase formée d'un sujet, d'un verbe copule et d'un attribut, l'ordre sujet–copule–attribut dénote la neutralité en l'absence d'accentuation plus forte d'un terme (Marea e frumoasă « La mer est belle ») ou la mise en relief du sujet si celui-ci est frappé d'un accent plus fort: Marea e frumoasă « C'est la mer qui est belle ». La mise en relief de l'attribut implique l'ordre copule–attribut–sujet: E frumoasă marea « Elle est belle, la mer ».
Dans les interrogatives partielles autres que portant sur le sujet, celui-ci est toujours après le verbe : Când vine mama? « Quand maman vient-elle ? », A cui e cartea? « À qui est le livre ? »
Dans une phrase comportant des termes en plus du sujet et du prédicat, l'ordre des mots peut changer pour mettre en relief l'un de ses termes par déplacement de celui-ci en tête de phrase ou juste après le sujet. Exemples de mise en relief exprimant l'importance accordé au terme par l'énonciateur :
- prédicat : Au devenit ruginii câmpiile « Ils ont pris une couleur de rouille, les champs » ;
- COD : Lupul păru-și schimbă, iar năravul ba (litt. « Le loup, de poil, il change, mais non pas de mœurs ») ;
- COI : Solului nu i se taie capul « À un porteur de message, on ne lui coupe pas la tête » ;
- CC : După furtună vine și vreme bună « Après la pluie, le beau temps » (litt. « Après l'orage vient aussi le beau temps »).

La mise en relief peut aussi avoir un caractère affectif : Ți-a făcut bine « Il/Elle/Ça t'a fait du bien » (sans mise en relief) vs. Bine ți-a făcut! « Bien fait pour toi ! » (mise en relief pour exprimer la satisfaction malicieuse).

## Sources bibliographiques
- (ro) Avram, Mioara, Gramatica pentru toți [« Grammaire pour tous »], Bucarest, Humanitas, 1997  (ISBN 973-28-0769-5)
- (ro) Bărbuță, Ion et al. Gramatica uzuală a limbii române [« Grammarie usuelle du roumain »], Chișinău, Litera, 2000  (ISBN 9975-74-295-5) (consulté le 22 février 2023)
- (ro) Forăscu, Narcisa, Dificultăți gramaticale ale limbii române [« Difficultés grammaticales du roumain »], eBooks – Sciences humaines – Lettres, Université de Bucarest, 2002 (consulté le 27 mai 2017)